# Henryk Woroniecki
Henryk Jeremi Wincenty Woroniecki, także Woroniecki-Korybut, pseud. Gryf, Bolesław Gryficz, J. Gedyminowicz (ur. 16 grudnia 1891 w Warszawie, zm. 29 czerwca 1942 w obozie koncentracyjnym Auschwitz) – polski urzędnik państwowy i konsularny, dyplomata, oraz publicysta.

## Życiorys
Był synem Włodzimierza Ezechiela Woronieckiego (1859–1935) i Marii Leonii Epstein (ur. 1871). Ukończył Gimnazjum im. gen. Pawła Chrzanowskiego w Warszawie w 1911, następnie studiował za granicą: odbył wyższe studia handlowe w Liège oraz studia socjologiczne na wydziale społecznym Uniwersytetu w Lozannie (dyplom licencjacki w 1915). W czasie nauki, w tym w okresie zagranicznych studiów, udzielał się w polskim ruchu na rzecz odzyskania niepodległości (należał m.in. do organizacji „Zet”, „Zarzewia”, Legii Niepodległościowej, Drużyn Strzeleckich w Liège).
W 1919 został urzędnikiem Ministerstwa Spraw Zagranicznych. Od 1 maja 1920 pełnił funkcję zastępcy konsula w Olsztynie, gdzie jego praca przypadła na napięty okres przedplebiscytowy. W związku z działaniami zwolenników strony pruskiej, w tym terroryzowaniem polskich aktywistów, kilkakrotnie składał protesty w Komisji Alianckiej. Funkcję wicekonsula pełnił do 9 czerwca 1920, a już po plebiscycie przez kilka miesięcy kierował Konsulatem Generalnym RP w Olsztynie (od 1 sierpnia do 11 października 1920). Powrócił następnie do Warszawy, gdzie był od czerwca 1922 starszym referentem w Kancelarii Cywilnej Naczelnika Państwa. W kolejnych latach był m.in. konsulem w Królewcu, sekretarzem poselstwa w Sztokholmie (od sierpnia 1927), konsulem w Czerniowcach (1928-1929), radcą Ministerstwa Spraw Zagranicznych (od września 1929). Od stycznia 1932 pozostawał w stanie nieczynnym.
Ogłosił szereg artykułów w prasie i czasopismach polskich i zagranicznych, posługując się pseudonimami Gryf, Bolesław Gryficz, J. Gedyminowicz i innymi. Publikował na łamach m.in. „La Guerre Mondiale” (Genewa), „Polish Review” (Londyn), „Tribune de Lausanne”, „Wieku XX”, „Epoki”, „Kuriera Poznańskiego”, „Polski Zachodniej”, „Przełomu”, „Myśli i Czynu”. W niektórych publikacjach nawiązywał do swojej pracy z czasu plebiscytu na Warmii i Mazurach (Plebiscyt wschodniopruski i jego skutki, „Polska Zachodnia”, styczeń 1926; Wspomnienia z plebiscytu w Prusach Wschodnich, „Niepodległość”, 1938, tom 3).
W czasie II wojny światowej aresztowany przez hitlerowców, był więziony na Pawiaku, skąd wywieziony został do obozu koncentracyjnego w Oświęcimiu. Tadeusz Oracki podaje, że nastąpiło to 17 czerwca 1942 roku, natomiast informacja archiwalna Państwowego Muzeum Auschwitz-Birkenau wskazuje na datę 18 kwietnia 1942 roku. Został zarejestrowany pod numerem 31348. W obozie tym został zamordowany.
Został odznaczony Medalem Niepodległości, Medalem Dziesięciolecia Odzyskanej Niepodległości i szwedzkim krzyż kawalerskim Orderu Gwiazdy Polarnej (1928)
Był żonaty z Jadwigą Liedtkie (1890–1973), z którą miał córkę Teresę (1917–1995) i syna Andrzeja (1920–1942).